# میکائیل میکائیل‌اف
میکائیل میکائیل‌اف (انگلیسی: Mikayil Mikayilov; ۲۱ ژوئیهٔ ۱۹۸۱ – ) بازیگر، و کارگردان فیلم اهل جمهوری آذربایجان است.

## فیلم‌شناسی
- ۲۰۰۲ "Carmen"
- ۲۰۰۲ "A Winter Saturday Right after the Flood"
- ۲۰۰۴ "Once upon a Time"
- ۲۰۰۵ "The Dead and The Alive
- Pəri qala" ۲۰۰۷"
- ۲۰۱۵ "Phenomenon"

## تئاتر
- VIY (۲۰۰۵)
- SNAKE SKIN (۲۰۰۶)
- BEGGAR SON OF THE MILLIONAIRE (۲۰۰۷)
- WAVES (۲۰۰۹)